# Villa di Ripa Mammea
Villa di Ripa Mammea era uma antiga villa romana localizada na Via Tiburtina, às margens do rio Aniene e a 550 metros a jusante da Ponte Mammolo, no quartiere Ponte Mammolo de Roma. aindo da Via Egidio Galbani pela Via Leonida Reich, a entrada está a cerca de 300 metros.

## História
Uma das muitas villas na região que se aproveitavam do fácil transporte de produtos agrícolas ao longo do rio, as mais próximas da margem eram construídas com terraços decrescentes e tinham um cais próprio. Ela era composta por um núcleo residencial original do século II a.C., que compreende a área com os terraços e o cais. A maior parte das estruturas hoje conservadas remontam a uma ampliação realizada na metade do século I a.C., incluindo ambientes residenciais e áreas dedicadas à produção (uma cisterna, quartos com luminárias afixadas no chão e longos quartos subterrâneos). Ela foi utilizada pelo menos até o século III.